# Laura Golarsa
Laura Golarsa, née le 27 novembre 1967 à Milan en Italie, est une joueuse de tennis italienne, professionnelle de 1986 à 2001.
En 1989, elle a atteint les quarts de finale à Wimbledon (battue par Chris Evert), sa meilleure performance en simple dans une épreuve du Grand Chelem.
Laura Golarsa a gagné six titres en double dames sur le circuit WTA pendant sa carrière, dont le Tournoi de Brighton en 1993, associée à Natalia Medvedeva.

## Palmarès

### Titre en simple dames
Aucun

### Finale en simple dames
| No | Date       | Nom et lieu du tournoi | Catégorie | Dotation | Surface      | Vainqueure   | Score    |          |
| -- | ---------- | ---------------------- | --------- | -------- | ------------ | ------------ | -------- | -------- |
| 1  | 01-08-1988 | Athen Greece, Athènes  | Tier V    | 75 000 $ | Terre (ext.) | Isabel Cueto | 6-0, 6-1 | Parcours |

### Titres en double dames
| No | Date       | Nom et lieu du tournoi                   | Catégorie | Dotation  | Surface         | Partenaire         | Finalistes                         | Score         |          |
| -- | ---------- | ---------------------------------------- | --------- | --------- | --------------- | ------------------ | ---------------------------------- | ------------- | -------- |
| 1  | 31-07-1989 | Vitosha New Otani Sofia                  | Tier V    | 50 000 $  | Terre (ext.)    | Laura Garrone      | Silke Meier Elena Pampoulova       | 6-4, 7-5      | Parcours |
| 2  | 22-04-1991 | Croatian Lottery Cup Bol                 | Tier V    | 100 000 $ | Terre (ext.)    | Magdalena Maleeva  | Sandra Cecchini Laura Garrone      | Forfait       | Parcours |
| 3  | 19-10-1993 | Autoglass Classic Brighton               | Tier II   | 375 000 $ | Moquette (int.) | Natalia Medvedeva  | Anke Huber Larisa Neiland          | 6-3, 1-6, 6-4 | Parcours |
| 4  | 03-01-1994 | Danone Hard Court Championships Brisbane | Tier III  | 150 000 $ | Dur (ext.)      | Natalia Medvedeva  | Jenny Byrne Rachel McQuillan       | 6-3, 6-1      | Parcours |
| 5  | 13-02-1995 | IGA Tennis Classic Oklahoma City         | Tier III  | 161 250 $ | Dur (int.)      | Nicole Arendt      | Katrina Adams Brenda Schultz       | 6-4, 6-3      | Parcours |
| 6  | 10-05-1999 | Flanders Open Anvers                     | Tier IVb  | 112 500 $ | Terre (ext.)    | Katarina Srebotnik | Louise Pleming Meghann Shaughnessy | 6-4, 6-2      | Parcours |

### Finales en double dames
| No | Date       | Nom et lieu du tournoi               | Catégorie | Dotation  | Surface         | Vainqueures                          | Partenaire      | Score         |          |
| -- | ---------- | ------------------------------------ | --------- | --------- | --------------- | ------------------------------------ | --------------- | ------------- | -------- |
| 1  | 07-05-1990 | Peugeot Open Cup Rome                | Tier I    | 500 000 $ | Terre (ext.)    | Helen Kelesi Monica Seles            | Laura Garrone   | 6-3, 6-4      | Parcours |
| 2  | 29-04-1991 | Trofeo Ilva-Coppa Mantegazza Tarente | Tier V    | 100 000 $ | Terre (ext.)    | Alexia Dechaume Florencia Labat      | Ann Grossman    | 6-2, 7-5      | Parcours |
| 3  | 12-07-1993 | BVV Open Prague                      | Tier IV   | 100 000 $ | Terre (ext.)    | Inés Gorrochategui Patricia Tarabini | Caroline Vis    | 6-2, 6-1      | Parcours |
| 4  | 09-05-1994 | BVV Open Prague                      | Tier IV   | 100 000 $ | Terre (ext.)    | Amanda Coetzer Linda Wild            | Kristie Boogert | 6-4, 3-6, 6-2 | Parcours |
| 5  | 19-09-1994 | Moscow Ladies Open Moscou            | Tier III  | 150 000 $ | Moquette (int.) | Elena Makarova Eugenia Maniokova     | Caroline Vis    | 7-6, 6-4      | Parcours |
| 6  | 30-01-1995 | Amway Classic Auckland               | Tier IV   | 107 500 $ | Dur (ext.)      | Jill Hetherington Elna Reinach       | Caroline Vis    | 7-6, 6-2      | Parcours |
| 7  | 27-02-1995 | Puerto Rico Open San Juan            | Tier III  | 161 250 $ | Dur (ext.)      | Karin Kschwendt Rene Simpson         | Linda Wild      | 6-2, 0-6, 6-4 | Parcours |
| 8  | 24-04-1995 | Croatian Ladies Open Zagreb          | Tier III  | 161 250 $ | Terre (ext.)    | Mercedes Paz Rene Simpson            | Irina Spîrlea   | 7-5, 6-2      | Parcours |

## Parcours en Grand Chelem

### En simple dames
| Année | Open d'Australie | Open d'Australie   | Internationaux de France | Internationaux de France | Wimbledon       | Wimbledon         | US Open         | US Open              |
| ----- | ---------------- | ------------------ | ------------------------ | ------------------------ | --------------- | ----------------- | --------------- | -------------------- |
| 1987  | -                | -                  | -                        | -                        | 2e tour (1/32)  | Chris Evert       | 3e tour (1/16)  | Pam Shriver          |
| 1988  | -                | -                  | 1er tour (1/64)          | Natasha Zvereva          | 2e tour (1/32)  | Robin White       | 1er tour (1/64) | Larisa Savchenko     |
| 1989  | 1er tour (1/64)  | Beverly Bowes      | 3e tour (1/16)           | Sylvia Hanika            | 1/4 de finale   | Chris Evert       | 2e tour (1/32)  | Hana Mandlíková      |
| 1990  | 1er tour (1/64)  | Leila Meskhi       | -                        | -                        | 1er tour (1/64) | Jana Novotná      | 1er tour (1/64) | Patricia Hy          |
| 1991  | -                | -                  | 1er tour (1/64)          | Ann Grossman             | 1er tour (1/64) | Audra Keller      | -               | -                    |
| 1992  | -                | -                  | -                        | -                        | 1er tour (1/64) | Amy Frazier       | 1er tour (1/64) | Florencia Labat      |
| 1993  | 1er tour (1/64)  | Ann Grossman       | -                        | -                        | 2e tour (1/32)  | Anke Huber        | 3e tour (1/16)  | Jana Novotná         |
| 1994  | 1er tour (1/64)  | Manuela Maleeva    | 1er tour (1/64)          | Sandra Dopfer            | 3e tour (1/16)  | Zina Garrison     | 1er tour (1/64) | Yone Kamio           |
| 1995  | 1er tour (1/64)  | Sabine Appelmans   | -                        | -                        | 1er tour (1/64) | Mariaan de Swardt | -               | -                    |
| 1996  | -                | -                  | 1er tour (1/64)          | Petra Kamstra            | 1er tour (1/64) | Lori McNeil       | -               | -                    |
| 1997  | 1er tour (1/64)  | Mary Joe Fernández | 2e tour (1/32)           | Nicole Arendt            | 2e tour (1/32)  | Sabine Appelmans  | 1er tour (1/64) | Olga Barabanschikova |
| 1998  | 1er tour (1/64)  | Elena Makarova     | 1er tour (1/64)          | Ai Sugiyama              | 1er tour (1/64) | Serena Williams   | 3e tour (1/16)  | Mary Pierce          |
| 1999  | 1er tour (1/64)  | Mary Joe Fernández | 1er tour (1/64)          | Elena Dementieva         | 3e tour (1/16)  | Lindsay Davenport | 1er tour (1/64) | Seda Noorlander      |

À droite du résultat, l’ultime adversaire.

### En double dames
| Année | Open d'Australie              | Open d'Australie           | Internationaux de France      | Internationaux de France   | Wimbledon                     | Wimbledon                  | US Open                       | US Open                    |
| ----- | ----------------------------- | -------------------------- | ----------------------------- | -------------------------- | ----------------------------- | -------------------------- | ----------------------------- | -------------------------- |
| 1988  | -                             | -                          | 1er tour (1/32) L. Ferrando   | Lise Gregory Ronni Reis    | -                             | -                          | -                             | -                          |
| 1989  | 1er tour (1/32) C. Caverzasio | C. MacGregor               | -                             | -                          | 1er tour (1/32) Sabrina Goleš | B. Schultz A. Temesvári    | 2e tour (1/16) Laura Garrone  | L. Savchenko N. Zvereva    |
| 1990  | 1er tour (1/32) J. Wiesner    | Steffi Graf G. Sabatini    | -                             | -                          | 2e tour (1/16) Laura Garrone  | Kathy Jordan E. Smylie     | 1er tour (1/32) Laura Garrone | Jo-Anne Faull W. Turnbull  |
| 1991  | -                             | -                          | 2e tour (1/16) L. Ferrando    | R. McQuillan C. Tanvier    | 1er tour (1/32) L. Ferrando   | P. Paradis Alison Scott    | -                             | -                          |
| 1992  | -                             | -                          | 1er tour (1/32) Laura Garrone | Louise Field K. Sharpe     | 1er tour (1/32) Laura Garrone | Gretchen Rush Robin White  | 1er tour (1/32) Nanne Dahlman | R. McQuillan C. Porwik     |
| 1993  | 1er tour (1/32) N. Herreman   | Katrina Adams M. Bollegraf | -                             | -                          | -                             | -                          | 1er tour (1/32) C. Suire      | M. Jaggard Rene Simpson    |
| 1994  | 3e tour (1/8) N. Medvedeva    | Pam Shriver E. Smylie      | 2e tour (1/16) Mercedes Paz   | W. Probst C. Singer        | 3e tour (1/8) Caroline Vis    | I. Driehuis Maja Murić     | 3e tour (1/8) Caroline Vis    | Patty Fendick M. McGrath   |
| 1995  | 1er tour (1/32) Mercedes Paz  | G. Fernández N. Zvereva    | 3e tour (1/8) Caroline Vis    | Nicole Arendt L. Davenport | 1er tour (1/32) Caroline Vis  | Meike Babel Silvia Farina  | -                             | -                          |
| 1996  | 1er tour (1/32) Silvia Farina | Anke Huber K. Kschwendt    | 1er tour (1/32) Irina Spîrlea | E. Smylie Linda Wild       | 1er tour (1/32) K. Radford    | W. Probst C. Singer        | 1er tour (1/32) C. Singer     | N. Bradtke R. McQuillan    |
| 1997  | 1er tour (1/32) A. Sidot      | Erika de Lone Clare Wood   | 2e tour (1/16) Meike Babel    | A. Kournikova Likhovtseva  | 2e tour (1/16) P. Schnyder    | N. Tauziat Linda Wild      | 2e tour (1/16) Meike Babel    | A. Kournikova Likhovtseva  |
| 1998  | 2e tour (1/16) D. Monami      | K. Guse R. McQuillan       | 2e tour (1/16) Mercedes Paz   | Katrina Adams M. Bollegraf | 1er tour (1/32) Mercedes Paz  | M. de Swardt Debbie Graham | 1er tour (1/32) Liezel Huber  | Miho Saeki Yuka Yoshida    |
| 1999  | 2e tour (1/16) A. Dechaume    | L. Neiland A. Sánchez      | 2e tour (1/16) J. Husárová    | Likhovtseva Ai Sugiyama    | 1er tour (1/32) J. Husárová   | Irina Spîrlea Caroline Vis | 2e tour (1/16) Shaughnessy    | Silvia Farina K. Habšudová |
| 2001  | -                             | -                          | -                             | -                          | 1er tour (1/32) E. Gagliardi  | Dawn Buth N. Grandin       | -                             | -                          |

Sous le résultat, la partenaire ; à droite, l’ultime équipe adverse.

### En double mixte
| Année | Open d'Australie             | Open d'Australie          | Internationaux de France      | Internationaux de France  | Wimbledon                    | Wimbledon                   | US Open                     | US Open                    |
| ----- | ---------------------------- | ------------------------- | ----------------------------- | ------------------------- | ---------------------------- | --------------------------- | --------------------------- | -------------------------- |
| 1991  | -                            | -                         | 1er tour (1/32) M. Schapers   | N. Herreman T. Benhabiles | 2e tour (1/16) Ugo Colombini | Kathy Rinaldi Grant Connell | -                           | -                          |
| 1993  | 1er tour (1/16) Sergio Casal | K. Radford Piet Norval    | -                             | -                         | -                            | -                           | -                           | -                          |
| 1994  | -                            | -                         | -                             | -                         | -                            | -                           | 1er tour (1/16) Luke Jensen | L. Neiland A. Olhovskiy    |
| 1995  | 1er tour (1/16) E. Ferreira  | K. Radford Pat Cash       | 1er tour (1/32) E. Ferreira   | M. Oremans H. J. Davids   | 1er tour (1/32) C. Brandi    | Debbie Graham Scott Davis   | -                           | -                          |
| 1996  | 1er tour (1/16) Libor Pimek  | Lisa Raymond Mark Knowles | 2e tour (1/16) van Rensburg   | Hetherington J. de Jager  | 1/2 finale van Rensburg      | L. Neiland M. Woodforde     | 2e tour (1/8) A. Florent    | R. McQuillan D. Macpherson |
| 1997  | 1er tour (1/16) Luis Lobo    | A. Dechaume Jim Grabb     | -                             | -                         | 2e tour (1/16) G. Raoux      | A. Fusai David Adams        | -                           | -                          |
| 1998  | -                            | -                         | 1er tour (1/32) Julián Alonso | Mercedes Paz Pablo Albano | 2e tour (1/16) Kevin Ullyett | K. Guse Wayne Arthurs       | -                           | -                          |
| 1999  | -                            | -                         | -                             | -                         | 2e tour (1/16) Kevin Ullyett | K. Boogert P. Galbraith     | -                           | -                          |
| 2001  | -                            | -                         | -                             | -                         | 2e tour (1/16) Lorenzo Manta | K. Habšudová David Rikl     | -                           | -                          |

Sous le résultat, le partenaire ; à droite, l’ultime équipe adverse.

## Parcours aux Jeux olympiques

### En double dames
| # | Date       | Nom de l'olympiade      | Surface    | Résultat        | Partenaire    | Ultimes adversaires   | Score          |          |
| - | ---------- | ----------------------- | ---------- | --------------- | ------------- | --------------------- | -------------- | -------- |
| 1 | 23/07/1996 | Summer Olympics Atlanta | Dur (ext.) | 1er tour (1/16) | Silvia Farina | Iva Majoli Maja Murić | 7-62, 4-6, 9-7 | Parcours |

## Parcours en Coupe de la Fédération
| #                                                                    | Date       | Lieu    | Surface         | Gagnante(s)                    | Perdante(s)                     | Score     |          |
|                                                                      |            |         |                 |                                |                                 |           |          |
| 1989 - 1er tour (groupe mondial) - Italie - Nouvelle-Zélande - 1 : 2 |            |         |                 |                                |                                 |           |          |
| 1                                                                    | 03/10/1989 | Tokyo   | Dur (ext.)      | Laura Garrone Laura Golarsa    | Julie Richardson Ruth Seeman    | 6-2, 7-5  | Parcours |
|                                                                      |            |         |                 |                                |                                 |           |          |
| 1990 - 1er tour (groupe mondial) - Finlande - Italie - 0 : 3         |            |         |                 |                                |                                 |           |          |
| 2                                                                    | 23/07/1990 | Atlanta | Dur (ext.)      | Laura Golarsa Raffaella Reggi  | Anne Aallonen Petra Thoren      | 6-2, 6-3  | Parcours |
|                                                                      |            |         |                 |                                |                                 |           |          |
| 1990 - 2e tour (groupe mondial) - Grande-Bretagne - Italie - 2 : 1   |            |         |                 |                                |                                 |           |          |
| 3                                                                    | 23/07/1990 | Atlanta | Dur (ext.)      | Laura Golarsa                  | Monique Javer                   | 6-2, 6-2  | Parcours |
| 3                                                                    | 23/07/1990 | Atlanta | Dur (ext.)      | Jo Durie Clare Wood            | Laura Golarsa Raffaella Reggi   | 6-4, 6-1  | Parcours |
|                                                                      |            |         |                 |                                |                                 |           |          |
| 1995 - 1/4 de finale (groupe mondial II) - Italie - Canada - 2 : 3   |            |         |                 |                                |                                 |           |          |
| 4                                                                    | 22/04/1995 | Ancona  | Terre (ext.)    | Laura Golarsa A. Serra Zanetti | Jill Hetherington Rene Simpson  | 7-65, 6-2 | Parcours |
|                                                                      |            |         |                 |                                |                                 |           |          |
| 1998 - 1/4 de finale (groupe mondial II) - Italie - Autriche - 3 : 2 |            |         |                 |                                |                                 |           |          |
| 5                                                                    | 18/04/1998 | Foligno | Moquette (int.) | Sylvia Plischke Barbara Schett | Laura Golarsa Francesca Lubiani | 7-60, 7-5 | Parcours |

## Classements WTA en fin de saison

### En simple
| Année | 1985 | 1986 | 1987 | 1988 | 1989 | 1990 | 1991 | 1992 | 1993 | 1994 | 1995 | 1996 | 1997 | 1998 | 1999 |
| Rang  | 166  | 167  | 121  | 79   | 58   | 61   | 221  | 119  | 71   | 113  | 156  | 145  | 70   | 79   | 166  |

Source : (en) « Classements de Laura Golarsa », sur le site officiel du WTA Tour

### En double
| Année | 1986 | 1987 | 1988 | 1989 | 1990 | 1991 | 1992 | 1993 | 1994 | 1995 | 1996 | 1997 | 1998 | 1999 |
| Rang  | 158  | 204  | 178  | 85   | 77   | 81   | 72   | 70   | 30   | 37   | 48   | 101  | 80   | 83   |

Source : (en) « Classements de Laura Golarsa », sur le site officiel du WTA Tour